# Alfarería de Terre-de-Bas
La Alfarería de Terre-de-Bas (en francés: Poterie de Terre-de-Bas) es una antigua fábrica de cerámica en el borde de la gran bahía en el municipio de Terre-de-Bas, en Guadalupe en las Antillas Francesas. Está clasificada como monumento histórico desde 15 de diciembre de 1997.
La creación de esta alfarería se atribuye a Pierre Guichard o a Jean-Pierre Fidelin poco después de 1760 y funcionó hasta 1809, antes de pasar a sus descendientes. Los Fidelin fueron una de las más antiguas familias criollas de Guadalupe que poseían una gran cantidad de tierra en las islas de Les Saintes y en Trois-Rivières, de donde son originarios, y donde Fidelin adquiere con su hijo en 1785 en Grande Anse uno de los más antiguos , si no el más antiguo complejo de cerámica industrial de Guadalupe, mencionado desde 1716.